# Iole
|  | No s'ha de confondre amb Íole. |

Iole és un dels gèneres d'ocells, de la família dels picnonòtids (Pycnonotidae).

## Taxonomia
Segons la classificació del Congrés Ornitològic Internacional 13.2 (2023), aquest gènere conté set espècies:
- Iole finschii - bulbul coronat de Finsch.
- Iole palawanensis - bulbul de Palawan.
- Iole viridescens - bulbul olivaci.
- Iole crypta.
- Iole charlottae - bulbul canyella.
- Iole cacharensis.
- Iole propinqua - bulbul ullgrís.